# Superbike-VM 1992
Superbike-VM 1992 vanns av Doug Polen, som tog sin andra titel, men fick större motstånd denna gång. Stallkamraten Raymond Roche i Ducati kom tvåa, 35 poäng efter 1991 års totala suverän.

## Delsegrare
| Bana           | Vinnare           | Märke    | Vinnare           | Märke  |
| -------------- | ----------------- | -------- | ----------------- | ------ |
| Albacete       | Aaron Slight      | Kawasaki | Raymond Roche     | Ducati |
| Donington Park | Raymond Roche     | Ducati   | Carl Fogarty      | Ducati |
| Hockenheim     | Doug Polen        | Ducati   | Doug Polen        | Ducati |
| Spa            | Rob Phillis       | Kawasaki | Doug Polen        | Ducati |
| Jarama         | Rob Phillis       | Kawasaki | Doug Polen        | Ducati |
| Österreichring | Giancarlo Falappa | Ducati   | Giancarlo Falappa | Ducati |
| Mugello        | Raymond Roche     | Ducati   | Raymond Roche     | Ducati |
| Johor          | Raymond Roche     | Ducati   | Doug Polen        | Ducati |
| Sugo           | Doug Polen        | Ducati   | Doug Polen        | Ducati |
| Assen          | Doug Polen        | Ducati   | Giancarlo Falappa | Ducati |
| Monza          | Fabrizio Pirovano | Yamaha   | Fabrizio Pirovano | Yamaha |
| Phillip Island | Kevin Magee       | Yamaha   | Raymond Roche     | Ducati |
| Manfeild       | Doug Polen        | Ducati   | Giancarlo Falappa | Ducati |

## Slutställning
| Plats | Förare               | Märke    | Poäng |
| ----- | -------------------- | -------- | ----- |
| 1     | Doug Polen           | Ducati   | 371   |
| 2     | Raymond Roche        | Ducati   | 336   |
| 3     | Rob Phillis          | Kawasaki | 288   |
| 4     | Giancarlo Falappa    | Ducati   | 279   |
| 5     | Fabrizio Pirovano    | Yamaha   | 278   |
| 6     | Aaron Slight         | Kawasaki | 249   |
| 7     | Stéphane Mertens     | Ducati   | 182   |
| 8     | Daniel Amatriain     | Ducati   | 156   |
| 9     | Carl Fogarty         | Ducati   | 134   |
| 10    | Piergiorgio Bontempi | Kawasaki | 125   |